# 藤井浩二
藤井 浩二（ふじい こうじ、1933年 - ）は、日本の鉄道技術者、鉄道ダイヤ作成者、鉄道愛好家、元京成電鉄鉄道本部運輸部運転課長である。
千葉県成田市出身。京成電鉄で駅務員や乗務員を歴任後、事務職となり許認可申請や運行計画を担当した。その後運輸部運転課計画係長を歴任し、坪田實の後任として運転課長に昇格した。

## 概要
乗務員時代には自費で京成社員向けに運転/鉄道車両関連の研究発表の冊子を作成していた時期もあった。また電気車研究会発行の『電気車の科学』などの専門雑誌に投稿。日本鉄道運転協会発行の『運転協会誌』にも多数の研究発表を行った。
運転課に配属された当時は、いずれも同業他社では本格的に実施されていなかった事例を考案し、実施したものもあった。
その後新東京国際空港（現・成田国際空港）への京成電鉄の乗り入れに際しては、各関係省庁や沿線旅客、新東京国際空港公団（現・成田国際空港株式会社）などと意見を交換したり、輸送計画の検討やその調整を行う担当でもあった。この中には外務省からの要人に対する輸送方法の検討依頼も存在していた。

## 藤井が1964年以降に考案および実施した主なもの
ラッシュ時の優等列車の2本続行運転
- 1965年12月1日ダイヤ改正時に実施。通勤急行と通勤準急との続行、および通勤準急の2本連続での続行運転であった。この手法は阪神電気鉄道や京浜急行電鉄などの一部区間で既に採用されていたが、京成では京成本線の全線に導入。導入理由は阪神や京急と異なり、優等列車の混雑緩和を増発にて行う際、18m車4連までの運転しかできない当時の設備面のネックに対して編成増強と言うハード面ではなくソフト面であるダイヤ側で対処することが目的であった。
  - なお、一部の区間などで優等列車が続行するケースも他の事業者で既に事例があったが、設備上の制約の理由で優等列車の続行運転ダイヤを採用したのは京成が初であった。

優等列車（通勤準急。現在廃止）の都営地下鉄浅草線への直通列車の設定
- 押上駅におけるプラットホームの混雑緩和および利便性の向上を主目的としたもの。設定に当たっては東京都交通局との協議を行い、同局幹部職員より承諾を得た。

列車種別の整理
- 1974年12月16日ダイヤ改正で実施。過剰サービスの整理および新空港開港準備を主目的としたもの。
  - これにより一部区間で停車回数の減少および減便などが伴うために運輸省や沿線の利用者団体と幾度となく交渉を行った。

新東京国際空港（当時）開港に伴う「スカイライナー」の運行関係の立案作業、および「京成スカイライナー放火事件」の対処、これによる開業からおおむね3か月間の始発列車での前方監視業務等。

## 略歴
- 1952年（昭和27年） 千葉県立佐倉第一高等学校（現・千葉県立佐倉高等学校）を卒業し京成電鉄に入社[2]。
- 1958年（昭和33年） この年に導入された動力車操縦者免許を取得し、運転士となる。
- 1964年（昭和39年） 事務職に変更の上、当時上野にあった京成電鉄運輸部運転課に異動。後に運転課長まで昇格する。
- 1980年（昭和55年）1月 47歳で京成電鉄を退職。メディア企業に転職。その後経営学修士を取得。以後も鉄道関連の活動は引き続き行っている。